# Семенникова Варвара Костянтинівна
Варвара Дьяконова, у шлюбі Семенникова (10 (22) травня 1890 — 9 березня 2008) — евенкійська жінка, що за непідтвердженними даними вважалася з серпня 2007 року найстарішою людиною у світі.
Книга рекордів Гіннеса і Науково-дослідна геронтологічна група не підтвердили цей рекорд, і єдиним агентством, яке засвідчило її вік, став Національний архів Якутії.
У 1944 році одружилася з мисливцем Олексієм Семенниковим, молодшим на 27 років. Це був другий з двох її шлюбів, в якому народила двох дітей, які померли в молодості. У 58 років удочерила 8-місячну дівчинку, яка потім народила кількох внуків.